# Nowickia atripalpis
Nowickia atripalpis là một loài ruồi trong họ Tachinidae.